# Прокоп Мицов
Прокоп Мицов Стоилков или Чорбаджийски е български общественик и революционер, деец на Вътрешната македоно-одринска революционна организация.

## Биография
Роден е в семейството на Мицо Стоилков в село Кресна, тогава в Османската империя. Учи в училището в родното си село, а по-късно в Мелнишкото класно училище. Заедно с брат си Андрей Мицов по инициатива на лидера на Серски революционен окръг на ВМОРО Яне Сандански основават в 1901 година революционен комитет в родното си село, като Андрей става негов председател, а Прокоп - пунктов началник. Участва в аферата „Мис Стоун“ и в подготовката на Илинденско-Преображенското въстание в 1903 година.
По време на Балканската война в 1912 година Прокоп Мицов оглавява четата от Кресна, с която води бой за опазването на Черния мост на Струма при Кресненското ханче. След освобождението и смъртта на брат си в 1914 година, го наследява като общински кмет, като остава на поста в по-голямата част от периода до Втората световна война.